# Contea di São Domingos
La contea di São Domingos è una contea di Capo Verde con 13 808 abitanti al censimento del 2010 situata sull'isola di Santiago.
Prende il nome dal suo capoluogo, São Domingos. La contea è stata istituita negli anni novanta, per scissione dalla contea di Praia.

## Geografia antropica

### Suddivisioni amministrative
La contea è suddivisa amministrativamente in due parrocchie (freguesias), Nossa Senhora da Luz e São Nicolau Tolentino.